# Xyroptila
Xyroptila là một chi bướm đêm thuộc họ Pterophoridae.

## Các loài
- Xyroptila aenea
- Xyroptila africana
- Xyroptila caminites
- Xyroptila colluceo
- Xyroptila dohertyi
- Xyroptila elegans
- Xyroptila falciformis
- Xyroptila fulbae
- Xyroptila irina
- Xyroptila kuranda
- Xyroptila maklaia
- Xyroptila marmarias
- Xyroptila masaia
- Xyroptila monomotapa
- Xyroptila naiwasha
- Xyroptila oenophanes
- Xyroptila oksana
- Xyroptila peltastes
- Xyroptila ruvenzori
- Xyroptila siami
- Xyroptila soma
- Xyroptila sybylla
- Xyroptila uluru
- Xyroptila variegata
- Xyroptila vaughani
- Xyroptila zambesi